# Cameron River
Cameron River är ett vattendrag i Australien. Det ligger i delstaten Queensland, omkring 1 500 kilometer nordväst om delstatshuvudstaden Brisbane.
Omgivningarna runt Cameron River är i huvudsak ett öppet busklandskap. Trakten runt Cameron River är nära nog obefolkad, med mindre än två invånare per kvadratkilometer. Genomsnittlig årsnederbörd är 443 millimeter. Den regnigaste månaden är februari, med i genomsnitt 137 mm nederbörd, och den torraste är augusti, med 1 mm nederbörd.